# Droga krajowa B236 (Niemcy)
Droga krajowa 236 (niem. Bundesstraße 236, B 236) – niemiecka droga krajowa przebiegająca  z północy na południowy wschód od skrzyżowania z drogą B235 na obwodnicy miejscowości Olfen w Nadrenii Północnej-Westfalii do skrzyżowania z drogą B252 w Münchhausen w Hesji.

## Linki zewnętrzne

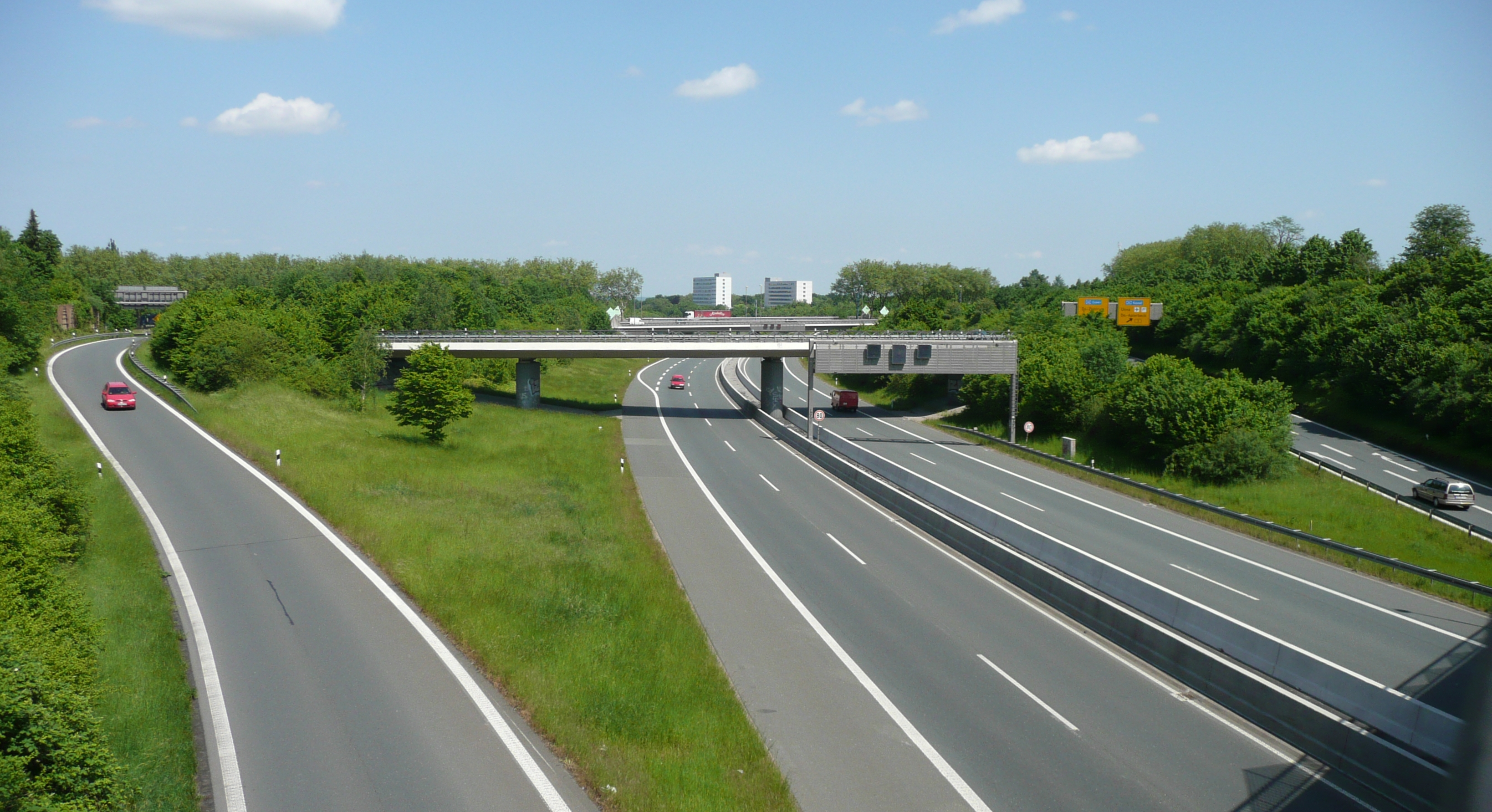
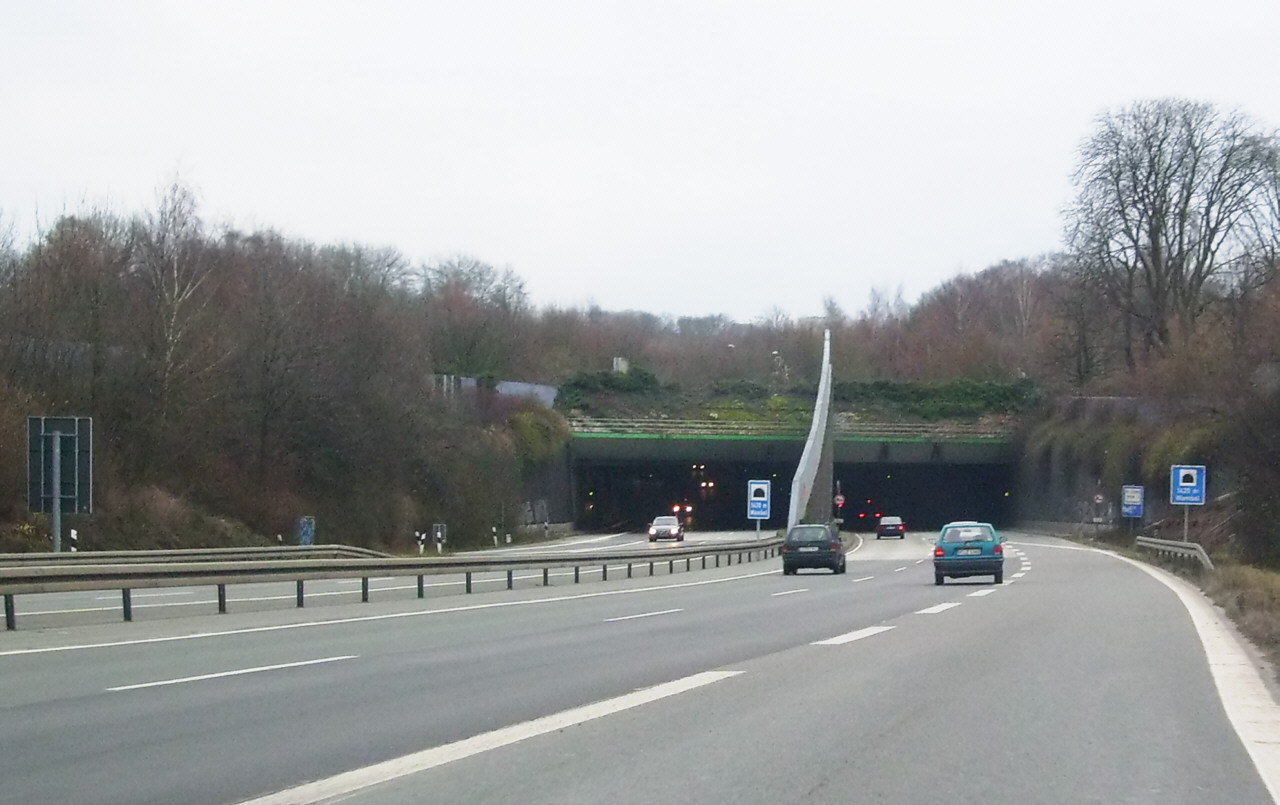
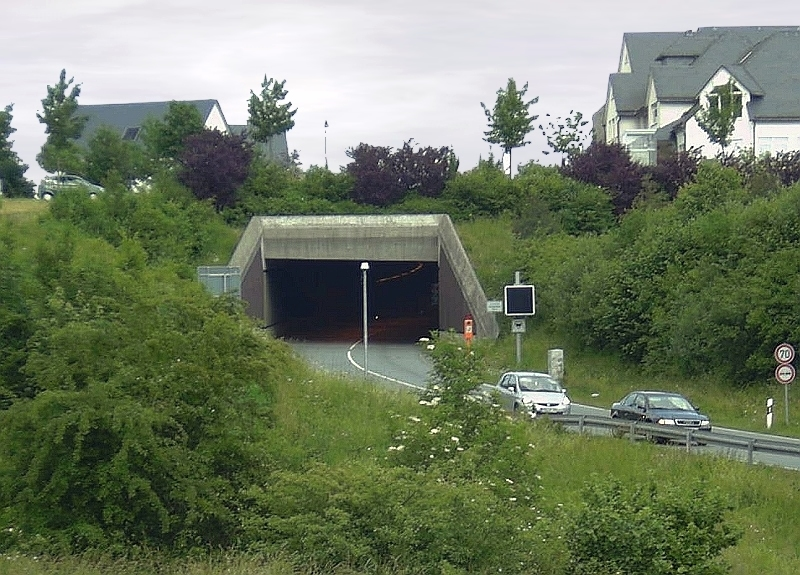